# Lijst van kerken in Assen
Dit is een lijst van kerkgebouwen in de Nederlandse stad Assen.
- Adventskerk
- Bethelkerk
- De Ark
- De Kandelaar, voorheen bekend als Noorderkerk
- De Schalm
- De Voorhof
- Doopsgezinde Kerk
- Het Anker
- Het Lichtpunt
- Het Apostolisch Genootschap
- Jozefkerk
- Kloosterkerk
- Maranathakerk (gesloopt in 2022)
- Marturiakerk (gesloopt in 2005)
- Nieuw-Apostolische kerk (Assen)
- Onze-Lieve-Vrouw-ten-Hemelopnemingkerk
- Open Hof
- Opstandingskerk
- Moluks Evangelische Kerk Rehoboth
- Zuiderkerk